# جون مينساه
جون مينساه (بالإنجليزية: John Mensah) (29 نوفمبر 1982 في أوبواسي) لاعب كرة قدم غاني يلعب حاليا في نادي الدرجة الأولى ليون الفرنسي ومنتخب غانا في مركز قلب الدفاع. يعتبر من أفضل المدافعين على مستوى قارة أفريقيا. مينساه الأخ غير الشقيق للاعب منتخب غانا الدولي إيكو بينسون.

## المسيرة الرياضية مع الأندية
تم استكشاف موهبة مينساه من خلال نظام كشف المواهب في غانا والذين يتصيدون الصغار في السن وتسفيرهم سرا إلى القارة الأوروبية من أجل جني الأموال الكثيرة مقابل بيعه على الأندية الغنية.
قرر مينساه اللعب باختياره في مركز قلب الدفاع كما أنه يجيد اللعب في مركز الظهير الأيسر. يلعب في هذان المركزان في صفوف منتخب غانا كما أنه استلم شارة القيادة في بعض المباريات. بنيته الجسمانية منحته لقب صخرة جبل طارق وتم استدعائه للمشاركة مع منتخب غانا في بطولة كأس العالم 2006 التي أقيمت في ألمانيا.
أولى مغامرات مينساه الأوروبية كانت بالانضمام إلى نادي الدرجة الأولى بولونيا الإيطالي. على الرغم من اقتناع مسئولي نادي بولونيا بموهبته الكبيرة إلا أن عدم استقرار أدائه أجبرهم على إعارته إلى نادي بيلينزونا السويسري حيث رسخ هناك موهبته وقدما مستويات عالية وثابتة. افتقار مينساه للسرعة العالية جعل معظم كاشفو المواهب يغضون النظر عنه ولكنه استطاع إبراز قوته في مهارة التمركز والوعي.
نتيجة لأدائه الرائع في سويسرا تم استدعائه للمشاركة مع منتخب غانا في نهائيات بطولة كأس العالم للشباب تحت 21 سنة التي أقيمت في الأرجنتين سنة 2001 وساهم في احتلال منتخب غانا المركز الثاني خلف المستضيف الذي توج بالبطولة.
في الموسم التالي انتقل إلى نادي الدرجة الثانية جنوى ثم تم بيعه على نادي كييفو فيرونا في صيف 2002. بعدما أمضى فترة قصيرة في نادي مودينا استطاع أن يقضى 3 مواسم ناجح في نادي فيرونا ولكنه عاد للتراجع باختياره غير الصائب بالانتقال إلى نادي كريمونزي في الدرجة الثانية. اعتبر مينساه بأنه في حاجة إلى الاستقرار من أجل إظهار قدراته.

### رين
في 31 يناير 2006 انتقل إلى نادي الدرجة الأولى الفرنسي رين في فترة الانتقالات الشتوية بعقد إعارة لنهاية الموسم. ويعود السبب الرئيسي للتعاقد مع مينساه هو الحلول مكان المدافع المغربي عبد السلام وادو الذي تعرض للإصابة التي أبعدته لفترة طويلة. قدم مينساه أداء عالي المستوى وشبهه مشجعو النادي بمدافع الفريق السابق في حقبة السبعينات فيليب ريدون مما دعا إدارة النادي إلى تحويل عقد الإعارة إلى عقد دائم في أبريل 2006 بحيث يمتد العقد الجديد لمدة 3 مواسم.
الانتقال إلى نادي رين جعله يجدد مسيرته الرياضية بسبب أدائه عالي المستوى الذي جعله أحد أفضل المدافعين في بطولة دوري الدرجة الأولى ومن المتوقع أن يستمر مينساه في تقديم نفس الأداء والمستوى في المستقبل. في 28 سبتمبر 2006 كتب الموقع الرسمي لنادي رين على الإنترنت حول تأثير مينساه على إيقاع الفريق.
في 17 مايو 2007 وافق مينساه على تجديد العقد الذي يربطه بنادي إلى بحيث ينتهي في صيف سنة 2010. في تلك السنة حاول نادي بورتسموث الإنجليزي التعاقد معه حيث أرسل زميله في صفوف منتخب غانا سولي علي مونتاري للتأثير عليه ولكنه فشل في مهمته. كما كان نادي ويغان أثلتيك الإنجليزي يرغب في التعاقد معه وتقدم بعرض رسمي للتعاقد معه ورحب رئيس نادي رين فيليب ريدون بهذا العرض وطلب مبلغ 7 ملايين يورو من أجل التخلي عن نجم الفريق ورفض نادي ويغان دفع هذا المبلغ الكبير وبالتالي فشلت الصفقة.
شارك مع فريق رين 58 مباراة في دوري الدرجة الأولى وسجل هدفين الأول في مرمى فريق تروا موسم 2005/2006 والثاني في مرمى فريق تولوز موسم 2007/2008. كما شارك في 3 مباريات في بطولة كأس فرنسا، مباراتين في بطولة كأس الدوري الفرنسي، ومباراتين في بطولة كأس الاتحاد الأوروبي. في يناير 2008 تم اختياره قائدا لفريق رين حتى رحيله في الصيف التالي. وأبدى مدرب فريق رين غاي لاكومب امتعاضه من رحيل مينساه بسبب أنه سيعيد طريقة لعب الفريق ككل والتي كانت تعتمد عليه بشكل أساسي.

### ليون
في 26 أبريل 2007 ذكرت تقارير صحفية بأن نادي ليون يراقب أداء ومستوى مينساه في مباريات بطولة الدرجة الأولى مع احتمال أن يتم التعاقد معه في صيف تلك السنة. وانتبه مسئولو نادي ليون إلى مينساه بعدما اعتبرته مجلة كرة قدم فرنسية أفضل لاعب في بطولة دوري الدرجة الأولى في شهر نوفمبر 2006 بالتشارك مع جونينهو برنامبوكانو.
في 18 يونيو 2008 قرر مدرب فريق ليون كلود بويل أن يجعل التعاقد مع مينساه هي مهمته الأولى في النادي من أجل الحلول مكان الفرنسي سيباستيان سكيلاتشي الذي انتقل إلى نادي إشبيلية الإسباني. واستمرت المفاوضات حتى 15 يوليو 2008 عندما اتفق بيرنارد لاكومب مستشار رئيس نادي ليون جان ميشيل أولاس مع مينساه على الانتقال بعقد يمتد لخمس مواسم ولكن الخلاف على مبلغ الصفقة ما زال مستمر حيث أن مدرب نادي رين بيير دريوسي لا يرغب في بيعه بأقل من 8 ملايين يورو بينما أولاس لا يرغب في دفع غير 6 ملايين يورو.
في 21 يوليو 2008 تم الاتفاق على جميع بنود الصفقة حيث بلغت تكلفتها 8.4 مليون يورو وبعقد يمتد لخمس مواسم وتم عرضه على وسائل الاعلام الرياضية في نفس اليوم. أثناء المؤتمر الصحفي قال أولاس أن التعاقد مع مينساه جاء بناء على توصية من لاعب الفريق السابق مايكل إيسيان ومن ثم تم منح مينساه القميص رقم 15. ويعتبر مينساه ثالث لاعب غاني يلعب لصالح فريق ليون بعد عبيدي بيليه وإيسيان.

## المسيرة الرياضية مع المنتخبات
شارك مينساه مع منتخب غانا في بطولة كأس العالم للشباب تحت 21 سنة التي أقيمت في الأرجنتين سنة 2001. شارك مينساه في مركز قلب الدفاع كلاعب أساسي في التشكيلة في جميع المباريات الثلاث في دور المجموعات أمام منتخبات فرنسا، الباراغواي، وإيران ثم في الدور الثمن النهائي أمام منتخب الإكوادور. في الدور الربع النهائي واجه منتخب البرازيل المدجج بنجوم المستقبل أمثال كاكا، أدريانو، وخوليو بابتيستا واستطاع خلال هذه المباراة الحد من خطورتهم ومن ثم تسجيل الهدف الذهبي برأسه في الوقت الإضافي. ثم قاد منتخب بلاده لتخطي منتخب مصر في الدور النصف النهائي قبل أن يسقط في فخ الهزيمة أمام منتخب الأرجنتين المستضيف في المباراة النهائية.
شارك مينساه في أول مباراة دولية مع منتخب غانا في مواجهة منتخب الجزائر وديا في 5 ديسمبر 2001 حيث أجريت استعدادا للمشاركة في بطولة كأس الأمم الأفريقية 2002 في مالي.
منذ ذلك الوقت أصبح مينساه لاعب لا غنى عنه في صفوف منتخب غانا وأصبح حاليا نائب لقائد المنتخب وشارك في أكثر من 55 مباراة دولية. شارك مينساه في صفوف منتخب غانا في مسابقة كرة القدم بدورة الألعاب الأولمبية الصيفية 2004 التي أقيمت في العاصمة اليونانية أثينا. في سنة 2006 ساهم في تأهل منتخب غانا إلى نهائيات كأس الأمم الأفريقية التي أقيمت في مصر ونهائيات بطولة كأس العالم التي أقيمت في ألمانيا.
قرر المدرب الصربي لمنتخب غانا راتومير دويكوفيتش استدعاء مينساه للانضمام إلى صفوف منتخب غانا والمشاركة في بطولة كأس العالم. بعد انتهاء المباراة الثالثة في المجموعة بفوز منتخب غانا على منتخب الولايات المتحدة الأمريكية 2-1 خلع مينساه قميصه ليكشف عن ما كتبه في القميص الداخلي وهو (صخرة جبل طارق). وفي الدور الثمن النهائي لم يستطع أن يساعد منتخب بلاده في تخطي منتخب البرازيل فسقط بنتيجة 1/2.

## روابط خارجية
- جون مينساه على موقع الاتحاد الدولي (مؤرشف)  (الإنجليزية)
- جون مينساه على موقع رابطة كرة القدم الفرنسية للمحترفين (الإنجليزية)
- جون مينساه على موقع قاعدة بيانات كرة القدم.إي يو (الإنجليزية)
- جون مينساه على موقع ناشيونال فوتبول تيمز (الإنجليزية)
- جون مينساه على موقع Soccerbase.com (لاعب) (الإنجليزية)
- جون مينساه على موقع Soccerway.com (الإنجليزية)
- جون مينساه على موقع عالم كرة القدم.نت (الإنجليزية)
- جون مينساه على موقع كووورة
- جون مينساه على موقع اللجنة الأولمبية الدولية (الإنجليزية)
- جون مينساه على موقع أوليمبيديا (الإنجليزية)